# La Cuisine mystérieuse de Clapham
Pour les articles homonymes, voir The Adventure of the Clapham Cook.
La Cuisine mystérieuse de Clapham (The Adventure of the Clapham Cook) est un téléfilm policier britannique de la série télévisée Hercule Poirot, réalisé par Edward Bennett, sur un scénario de Clive Exton, d'après la nouvelle L'Aventure de la cuisinière de Clapham, d'Agatha Christie.
Ce téléfilm, qui constitue le 1er épisode de la série, a été diffusé pour la première fois au Royaume-Uni le 8 janvier 1989 sur le réseau d'ITV.

## Synopsis
Hercule Poirot ne semble intéressé par aucune des affaires que lui présente le capitaine Hastings, y compris la disparition mystérieuse d'un escroc de la bourse. C'est alors qu'il reçoit la visite de Mme Ernestine Todd, venue solliciter son aide pour résoudre le mystère lié à la disparition subite de sa cuisinière Eliza Dunn. Poirot refuse tout d'abord, puis se ravise lorsque sa cliente potentielle suggère qu'il ne souhaite traiter, pour des raisons financières, que des affaires soumises par des clients issus de la haute société. Elle souligne que, dans son milieu, disposer d'une domesticité compétente est très difficile. 
Venus enquêter à Clapham où réside Mme Todd, Poirot et Hastings interrogent la femme de chambre, le locataire et le maître de maison mais, le lendemain, M. Todd envoie une lettre à Poirot pour décommander ses services et le dédommager avec un chèque d'une guinée, ce qui touche l'amour-propre du détective, bien décidé à faire la lumière sur l'affaire en apparence insignifiante. 
Ils retrouvent la cuisinière dans une maison dans le nord de l'Angleterre. Elle leur révèle qu’elle est partie en raison d'un héritage qu'elle ne pouvait percevoir que si elle n'était pas domestique. Elle avait reçu à ce sujet la visite d'un homme de loi australien, M. Crotchet, qui l’avait incitée à quitter immédiatement son emploi. Poirot soupçonne que cette affaire en cache une autre plus importante et que Crotchet n'était pas celui qu'il prétendait être. Il ne tarde pas à découvrir que Crotchet cache son meurtre de l'escroc de la Bourse, évoqué en début d'épisode par Hastings (dont Poirot a refusé l'affaire), dont le corps est caché dans la malle de la cuisinière !

## Fiche technique
- Titre français : La Cuisine mystérieuse de Clapham
- Titre original : The Adventure of the Clapham Cook
- Réalisation : Edward Bennett
- Scénario : Clive Exton, d'après la nouvelle L'Aventure de la cuisinière de Clapham (1923) d'Agatha Christie
- Décors : Rob Harris
- Costumes : Sue Thomson
- Photographie : Ivan Strasburg
- Montage : Derek Bain
- Musique : Christopher Gunning
- Casting : Rebecca Howard
- Production : Brian Eastman
  - Production déléguée : Nick Elliott et Linda Agran
- Sociétés de production : Picture Partnership Productions, London Weekend Television
- Durée : 50 minutes
- Pays d'origine :  Royaume-Uni
- Langue originale : Anglais
- Genre : Policier
- Ordre dans la série : 1er épisode - (1er épisode de la saison 1)
- Première diffusion :
  -  Royaume-Uni : 8 janvier 1989 sur le réseau d'ITV
  -  France : 16 avril 1991

## Distribution
- David Suchet (VF : Roger Carel) : Hercule Poirot
- Hugh Fraser (VF : Jean Roche) : Capitaine Arthur Hastings
- Philip Jackson (VF : Claude d'Yd) : Inspecteur-chef James Japp
- Pauline Moran (VF : Laure Santana) : Miss Felicity Lemon
- Brigit Forsyth : Ernestine Todd
- Dermot Crowley (VF : Patrick Préjean) : Arthur Simpson (le locataire)
- Freda Dowie (en) : Eliza Dunn (la cuisinière)
- Antony Carrick : M. Todd
- Katy Murphy : Annie (la femme de chambre)
- Daniel Webb : l'employé des chemins de fer
- Richard Bebb : M. D.E. Cameron (le directeur de la banque)
- Brian Poyser : l'orateur de l'Armée du Salut
- Frank Vincent : le commissaire de bord
- Phillip Manikum : le sergent de police
- Jona Jones : un agent de police
- Nicholas Coppin : un agent de police

## Remarques
Le titre français du téléfilm semble résulter d'une mauvaise traduction du titre anglais. Une traduction plus juste de ce titre aurait été « L'aventure de la cuisinière de Clapham » ou simplement « La cuisinière de Clapham ».

## Différences avec la nouvelle
Les dialogues du téléfilm sont très proches, voire parfois même identiques, à ceux de la nouvelle. Mais il y a aussi des différences, notamment dû au fait que les personnages de Miss Lemon et de l'Inspecteur Japp n'apparaissent pas dans la nouvelle d'Agatha Christie.
De plus, certains éléments seulement évoqués dans la nouvelle sont développés dans le téléfilm pour qu'il y ait plus d'action, ainsi que pour rallonger la durée de l'épisode :
- Dans la nouvelle, on ne voit pas Poirot à la banque. Cela est dû au fait que l'histoire est racontée du point de vue du narrateur, le Capitaine Hastings, et que celui-ci ne suit pas Poirot à la banque.
- Dans la nouvelle, c'est Eliza Dunn qui vient à Londres chez Poirot, et non Poirot qui lui rend visite.
- La fin de l'histoire est particulièrement développée dans le téléfilm. Dans la nouvelle, à la suite de sa conversation avec Eliza Dunn, Poirot résout l'affaire, et la découverte de la malle à Glasgow et l'arrestation du coupable sur un bateau sont simplement évoqués. Dans le téléfilm, on assiste à la découverte de la malle à Glasgow, par téléphone, dans le bureau de l'inspecteur Japp. Enfin, Poirot rend visite à un employé des chemins de fer, dont le témoignage s'avère vital dans l'arrestation du coupable sur les quais du port. L'arrestation est alors faite par nos trois protagonistes (Poirot, Hastings et Japp) dans une petite scène d'action.